# Mauricio Asenjo
Mauricio Asenjo (Mendoza, Argentina, 23 de julio de 1994) es un futbolista argentino. Juega de delantero.

## Trayectoria
Se inició en Deportivo Guaymallén, llegó al Taladro a los 13 años.

### Banfield
Debutó en el primer equipo en marzo del 2014, en el triunfo de Banfield por 2-1 ante San Martín (SJ). Además, durante ese campeonato en la B Nacional marcó un gol, frente a Independiente Rivadavia, en la goleada del Taladro como local por 4-0. Además jugó un partido por Copa Argentina donde el equipo ganó 3-0 ante Aldosivi.
En el torneo Transición 2014 no jugaría demasiado, solo 5 partidos sin convertir goles. Debutaría en primera división en la primera fecha donde jugarían 7 juveniles incluyendo a Asenjo.
En el torneo de 30 jugaría 11 partidos marcando 1 gol que lo convertiría en el Clásico del Sur que terminaría en derrota (en la fecha 11 el gol del empate ante Independiente algunos lo dieron como en contra y otros se lo dieron a Asenjo).

### Brown de Adrogué
En el 2016 sería cedido por 6 meses al Club Atlético Brown, buscando tener más continuidad, cosa que consiguió, terminando el torneo como goleador del equipo con 7 tantos.

### Fin del préstamo
Luego de su vuelta, firmaría su renovación hasta 2019.
Asenjo tendría un gran nivel en los partidos amistosos de la pretemporada, pero luego al comienzo de la temporada tendría un nivel muy bajo, cosa que lo sacó del primer equipo.
Luego de bastantes ingresos desde el banco de suplentes sin demostrar, fue cedido a Gimnasia y Esgrima de Jujuy sin cargo y sin opción, hasta junio de 2018.

## Estadísticas
- Actualizado hasta el 17 de enero de 2021.

| Banfield Argentina | 2.ª                 | 2013-14             | 5   | 1  | 0  | 0 | - | - | 5   | 1  | 0,20 |
| Banfield Argentina | 1.ª                 | 2014                | 5   | 0  | 0  | 0 | - | - | 5   | 0  | 0,00 |
| Banfield Argentina | 1.ª                 | 2015                | 11  | 2  | 0  | 0 | - | - | 11  | 2  | 0,18 |
| Banfield Argentina | Total club          | Total club          | 21  | 3  | 0  | 0 | - | - | 21  | 3  | 0,14 |
| Brown Argentina | 2.ª                 | 2016                | 21  | 7  | 0  | 0 | - | - | 21  | 7  | 0,33 |
| Brown Argentina | Total club          | Total club          | 21  | 7  | 0  | 0 | - | - | 21  | 7  | 0,33 |
| Banfield Argentina | 1.ª                 | 2016-17             | 12  | 0  | 1  | 0 | 2 | 0 | 16  | 0  | 0,00 |
| Banfield Argentina | 1.ª                 | 2017-18             | 5   | 0  | 2  | 0 | 0 | 0 | 7   | 0  | 0,00 |
| Banfield Argentina | Total club          | Total club          | 17  | 0  | 3  | 0 | 2 | 0 | 23  | 0  | 0,00 |
| Gimnasia (J) Argentina | 2.ª                 | 2018                | 12  | 3  | 0  | 0 | - | - | 12  | 3  | 0,25 |
| Gimnasia (J) Argentina | Total club          | Total club          | 12  | 3  | 0  | 0 | - | - | 12  | 3  | 0,25 |
| Independiente Rivadavia Argentina | 2.ª                 | 2018-19             | 21  | 5  | 1  | 1 | - | - | 22  | 6  | 0,27 |
| Independiente Rivadavia Argentina | Total club          | Total club          | 21  | 5  | 1  | 1 | - | - | 22  | 6  | 0,27 |
| Nueva Chicago Argentina | 2.ª                 | 2019-20             | 19  | 5  | 0  | 0 | - | - | 19  | 5  | 0,26 |
| Nueva Chicago Argentina | Total club          | Total club          | 19  | 5  | 0  | 0 | 0 | 0 | 19  | 5  | 0,26 |
| Banfield Argentina | 1.ª                 | 2020                | -   | -  | 6  | 1 | - | - | 6   | 1  | 0,16 |
| Banfield Argentina | Total club          | Total club          | 0   | 0  | 6  | 1 | 0 | 0 | 6   | 1  | 0,16 |
| Total en su carrera | Total en su carrera | Total en su carrera | 111 | 23 | 10 | 2 | 2 | 0 | 124 | 25 | 0,20 |
| (1) Las copas nacionales se refiere a la Copa Argentina y a la Copa de la Liga Profesional. (2) Las copas internacionales se refiere a la Copa Sudamericana. (3) Media de goles por encuentro. No incluye goles en partidos amistosos. |                     |                     |     |    |    |   |   |   |     |    |      |

## Palmarés

### Campeonatos nacionales
| Título                           | Club     | Sede      | Año     |
| -------------------------------- | -------- | --------- | ------- |
| Campeonato de Primera B Nacional | Banfield | Argentina | 2013/14 |